# József Berkes
József Berkes, właśc. József Bittenbinder, później Szendrey (ur. 31 grudnia 1890 w Pančevie, zm. 25 stycznia 1963 w Budapeszcie) – węgierski gimnastyk, medalista olimpijski.
Uczestniczył w rywalizacji na V Letnich Igrzyskach olimpijskich rozgrywanych w Sztokholmie w 1912 roku. Wystartował tam w jednej konkurencji gimnastycznej. W wieloboju drużynowym w systemie standardowym, z wynikiem 45,45 punktu, zajął z drużyną drugie miejsce, przegrywając jedynie z drużyną włoską.
Reprezentował barwy budapeszteńskiego klubu BBTE.